# Panteon – Mauzoleum Wyklętych-Niezłomnych
Panteon – Mauzoleum Wyklętych-Niezłomnych – pomnik znajdujący się na Cmentarzu Wojskowym na Powązkach w Warszawie, zaprojektowany przez artystę rzeźbiarza Jana Kukę i architekta Michała Dąbka, upamiętniający żołnierzy wyklętych – ofiary stalinowskich represji w Polsce po II wojnie światowej zamordowanych przez komunistyczne władze w więzieniu mokotowskim w Warszawie, odsłonięty 27 września 2015 roku.

## Lokalizacja i forma pomnika
Pomnik znajduje się w Kwaterze na Łączce, w miejscu, gdzie od połowy 1948 roku chowane były potajemnie ciała więźniów więzienia mokotowskiego na tzw. „łączce”. Znajdowało się ono na Cmentarzu Cywilnym – Powązki graniczącym wspólnym murem z dawnym Cmentarzem Wojskowym. Na miejscu tym urządzono kompostownię, potem śmietnik, a w 1964 roku włączono je do sąsiadującego Cmentarza Wojskowego, nadając obu częściom – cywilnej i wojskowej nazwę: Cmentarz Komunalny – Powązki. Oprócz obecnej kwatery „Ł” dawniej E (plan z 1971 roku, naprzeciw C27) (F, FII, FIII) miejsca dawnych grobów znajdują się także w dawnej kwaterze, pod obecnymi kwaterami M, MII i ŁII.
Pomnik ma być budowany w dwóch etapach. W etapie I zabudowana została północno-zachodnia część kwatery „Ł” o powierzchni 451,8 m². W przyszłości, po usunięciu grobów z południowo-wschodniej części kwatery, łączna powierzchnia zagospodarowanego przez Panteon terenu wyniesie 1106 m². Panteon-Mauzoleum zbudowany został w I etapie. Teren zagospodarowany w II etapie będzie składał się z małej architektury (ławeczki i drzewa na kratownicy będącej przedłużeniem pomnika).
Pomnik składa się z 24 kamiennych (jasnoszary granit) prostopadłościennych bloków-filarów wydzielających z „Łączki” kwadratowy plac (20 bloków w obwodzie o boku 6 bloków i 4 bloki wewnątrz placu). Każdy element kolumnady ma 3,9 m wysokości i podstawę 1,5×1,5 m. Między niektórymi blokami wstawiono tej samej wysokości wypełnienia również pokryte jasnoszarym granitem (łącznie 7), tworzące z nimi od strony wewnętrznego placyku jednolitą elewację. W każdym bloku oraz wypełnieniu znajduje się 10 komór grobowych, każda zamknięta płytą grobową (od strony wewnętrznego placyku) o wymiarach 51,5×61,5 cm.
Powstałą w ten sposób przestrzeń przykrywa na wysokości 3,4 m ażurowa krata wypełniająca moduł układu między filarami. Wewnątrz placu znajdują się cztery niskie prostopadłościenne bloki, spełniające funkcję ławeczek.
W jednym z bloków elewacji południowo-zachodniej wycięty jest wklęsły krzyż z czarnej stali pełnej wysokości bloku. W tym bloku nie będzie urn.
Każdemu pochowanemu poświęcona jest granitowa płyta z inskrypcją i godłem Polski wykonanym ze stali. W sumie jest 300 miejsc na pochówki szczątków: 240 miejsc na groby osób zidentyfikowanych z miejscem (stalową niszą o wymiarach 10×61,5×10 cm) na znicz lub wiązankę kwiatów i 60 miejsc na niezidentyfikowane szczątki (te miejsca są na wysokości ponad 270 cm).

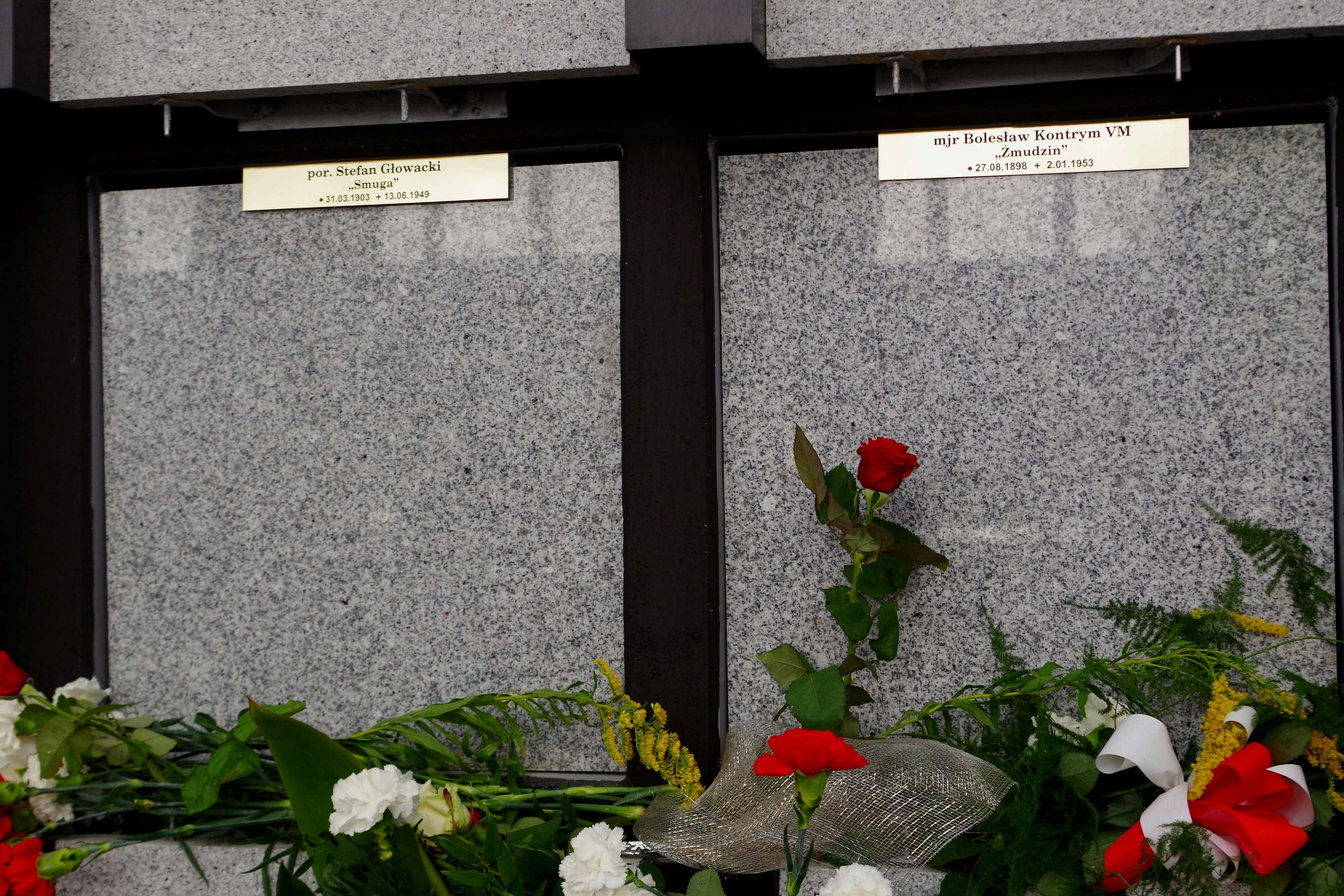
Groby por. Stefana Głowackiego „Smugi” i mjr. Bolesława Kontryma „Żmudzina” z tymczasowymi tabliczkami,
w dniu pogrzebu w Panteonie
27 września 2015 roku

Na elewacji południowo-zachodniej znajduje się przestrzenny element rzeźbiarski z dużą płaskorzeźbą orła. Główna inskrypcja, poniżej płaskorzeźby orła, ma treść:

NIEZŁOMNI WYKLĘCI
PANTEON – MAUZOLEUM
ŻOŁNIERZY I DZIAŁACZY
PODZIEMIA NIEPODLEGŁOŚCIOWEGO
ZAMORDOWANYCH
PRZEZ REŻIM KOMUNISTYCZNY
W LATACH 1945–1956

WIERNI BOGU I OJCZYŹNIE
ZŁOŻYLI NAJWYŻSZĄ OFIARĘ
W BOHATERSKIEJ WALCE
O GODNOŚĆ I WOLNOŚĆ
RZECZYPOSPOLITEJ

Na sąsiednich cokołach tej elewacji znajdują się:
fragment wiersza Artura Oppmana Pacierz za umarłych: „Gdzie są ich groby Polsko! Gdzie ich nie ma! Ty wiesz najlepiej – i Bóg wie na niebie!”
oraz cytat z Ewangelii św. Łukasza (19, 40): „Jeśli ci umilkną, kamienie wołać będą”.
Elewacja ta jest miejscem, które przewidziano na składanie kwiatów podczas głównych uroczystości.

## Historia

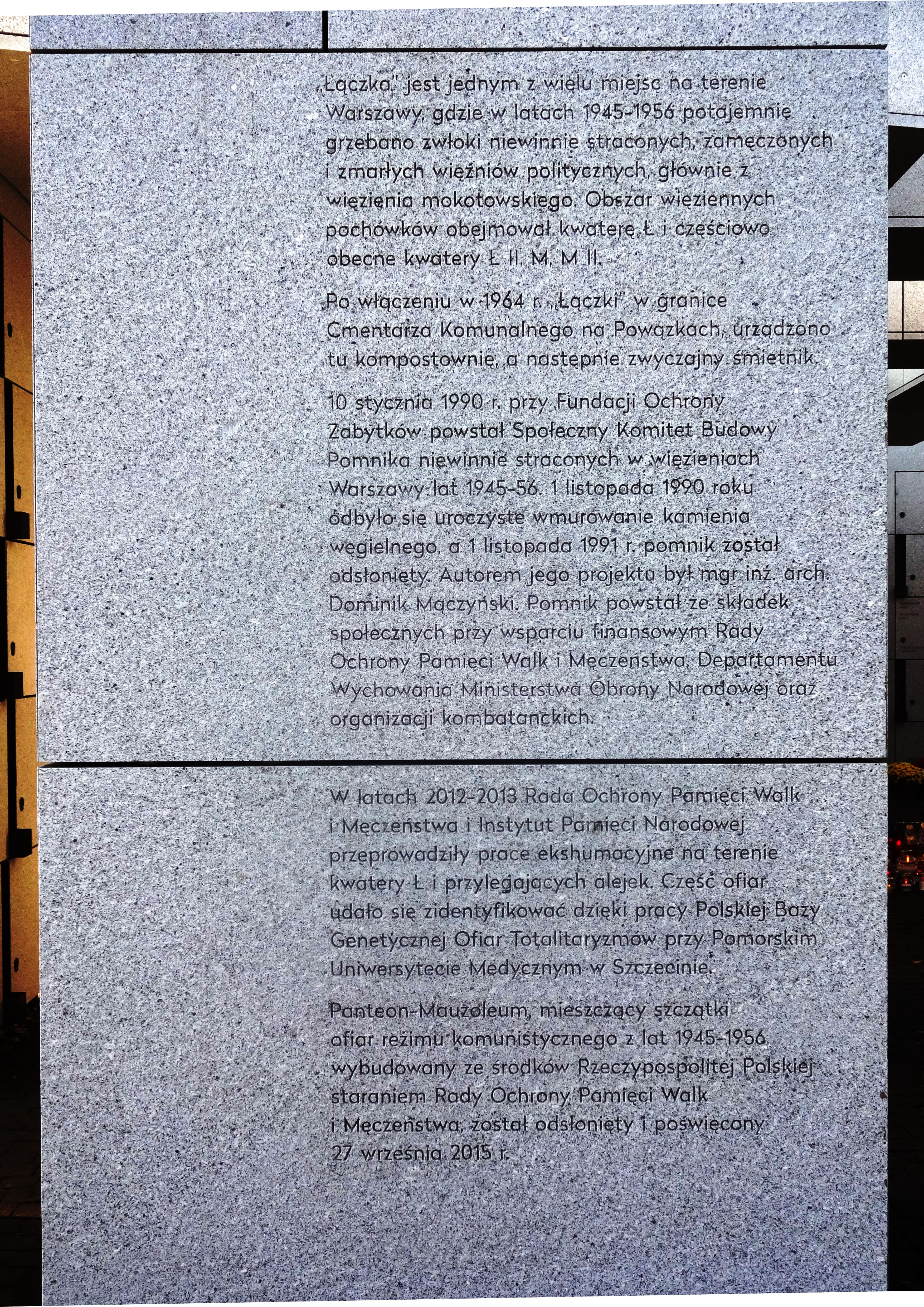
Historia pomników na Łączce wyryta na jednym z filarów Panteonu

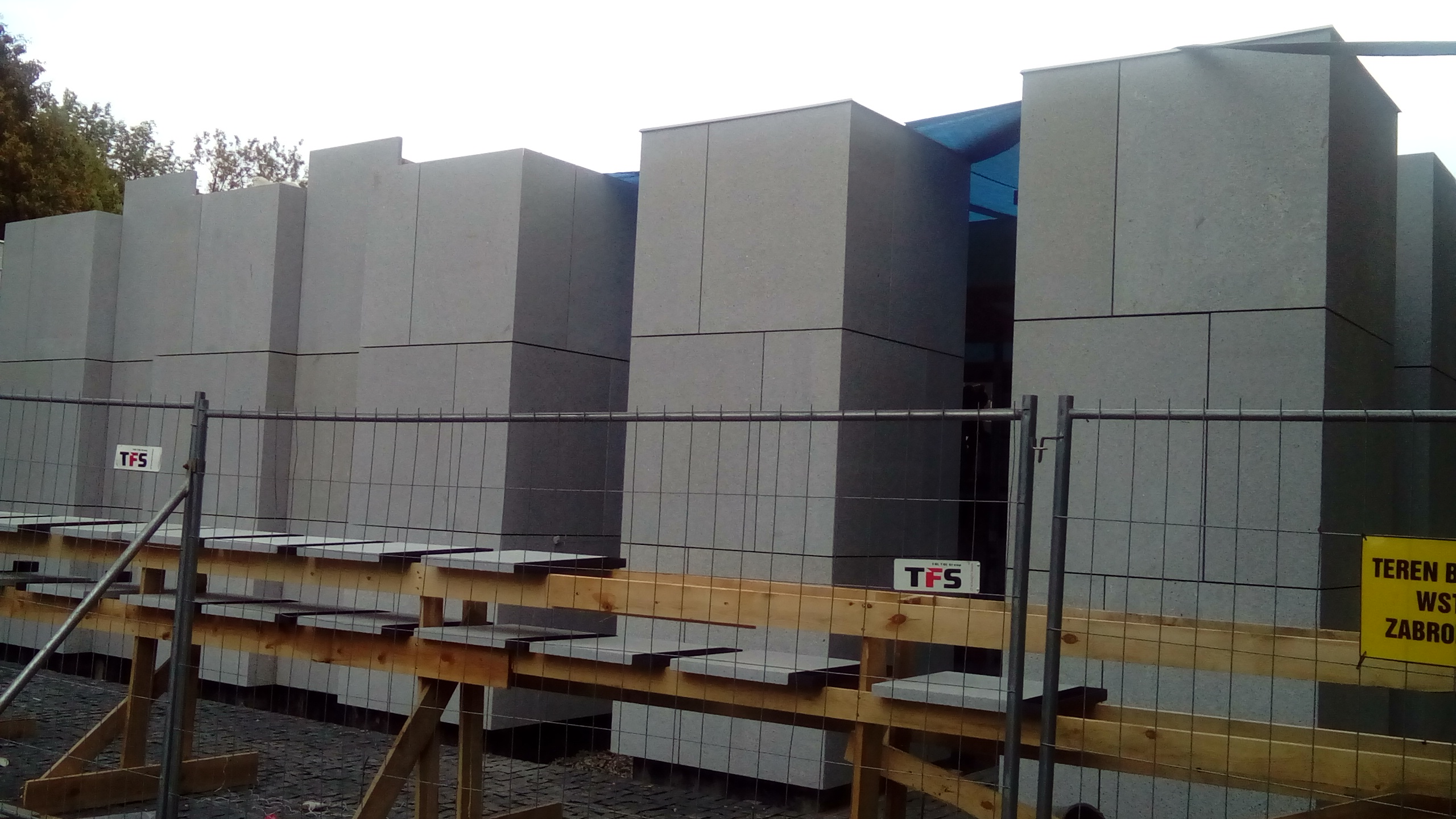
Pomnik w budowie (9 września 2015)

Pierwszy pomnik na Łączce został wzniesiony w 1991 roku. Miał formę symbolicznej ściany pamięci: fragmentu ceglanego muru z wyciętą literą „V” i tabliczkami z nazwiskami osób zamordowanych w więzieniu mokotowskim. Pomnik ten został rozebrany w 2013 roku w związku z realizacją prac ekshumacyjnych na terenie Łączki. W latach 2013–2015 w okresach, gdy nie były prowadzone tu prace, usypywano z kamieni zbiorową mogiłę, na i wokół której umieszczano krzyże, znicze i kwiaty.

### Wybór projektu i budowa pomnika
W grudniu 2014 roku Rada Ochrony Pamięci Walk i Męczeństwa (ROPWiM) przy współudziale Stowarzyszenia Architektów Polskich rozpisała konkurs na opracowanie koncepcji architektonicznej Panteonu-Mauzoleum ofiar zbrodni komunistycznych zlokalizowanego na kwaterze „Ł” Cmentarza Wojskowego na Powązkach w Warszawie.
Konkurs na projekt pomnika nie został rozstrzygnięty (vide sekcja „Kontrowersje”). 3 kwietnia 2015 roku ROPWiM opublikowała na swojej stronie internetowej komunikat o następującej treści: Po przeanalizowaniu wybranych opracowań złożonych na nierozstrzygnięty Konkurs na koncepcję architektoniczną Panteonu-Mauzoleum ofiar zbrodni komunistycznych zlokalizowanego na kwaterze Ł Cmentarza Wojskowego na Powązkach w Warszawie, które otrzymały rekomendację Sądu Konkursowego, Rada Ochrony Pamięci Walk i Męczeństwa przeprowadziła negocjacje z zespołami autorskimi. W efekcie tych działań, po odniesieniu się przez zespoły autorskie do zgłoszonych korekt i warunków wykonania zadania, Rada Ochrony Pamięci Walk i Męczeństwa podjęła decyzję o wyborze koncepcji, będącej podstawą do realizacji inwestycji, autorstwa Jana Kuki i Michała Dąbka (praca o numerze konkursowym 013).
Inwestor, zamawiająca pomnik ROPWiM opublikowała 29 maja 2015 roku Specyfikację Istotnych Warunków Zamówienia na „budowę Panteonu-Mauzoleum ofiar zbrodni komunistycznych zlokalizowanego na Kwaterze „Ł” Cmentarza Wojskowego na Powązkach w Warszawie I Etap)”. W ramach publicznego przetargu wpłynęła jedna oferta, która spełniała jego warunki. 17 czerwca 2015 roku dokonano wyboru wykonawcy, zostało nim konsorcjum w składzie Granity Skwara Group s.c. i ZKR Sp. z o.o..

### Uroczystość odsłonięcia
Pomnik został odsłonięty 27 września 2015 roku w ramach uroczystości związanych z obchodami Dnia Polskiego Państwa Podziemnego i Armii Krajowej – 76. rocznicy powołania Służby Zwycięstwu Polski (27 września 1939 roku). Obchody rozpoczęły się o godz. 10:00 na placu marszałka Józefa Piłsudskiego w Warszawie, w pobliżu Grobu Nieznanego Żołnierza, żałobną mszą świętą z pełnym ceremoniałem wojskowym i udziałem najwyższych władz RP celebrowaną przez biskupa polowego Wojska Polskiego gen. bryg. Józefa Guzdka. Biskup powiedział o żołnierzach wyklętych: chociaż stracili życie, wygrali walkę z niepamięcią. W uroczystościach wzięli udział m.in.: premier Ewa Kopacz, wicepremier i minister obrony narodowej Tomasz Siemoniak, minister kultury Małgorzata Omilanowska, szef KPRM Jacek Cichocki, sekretarz stanu w Kancelarii Prezydenta RP Maciej Łopiński, wiceprezydent Warszawy Jarosław Jóźwiak, wojewoda mazowiecki Jacek Kozłowski, prezes IPN Łukasz Kamiński i sekretarz ROPWiM Andrzej Kunert. Trumny (pięć z nich udekorowanych wstęgami Orderu Wojennego Virtuti Militari) zostały następnie przewiezione w kondukcie żałobnym na „Łączkę”. O godz. 12:30 nastąpiło uroczyste odsłonięcie Panteonu. Podsekretarz stanu w Kancelarii Prezydenta RP Wojciech Kolarski odczytał list prezydenta Andrzeja Dudy, przemawiali Ewa Kopacz i Andrzej Kunert.
Prezydent Andrzej Duda napisał m.in.: Miejsce, w którym dzisiaj się Państwo spotykają – powązkowska „Łączka” – to jeden z najbardziej wymownych symboli III Rzeczypospolitej. Tutaj przez blisko siedemdziesiąt lat spoczywały szczątki żołnierzy naszego ostatniego powstania: powstania antykomunistycznego.
Premier Ewa Kopacz mówiła m.in.: Żołnierze Wyklęci zapłacili za służbę RP cenę życia. Jej wystąpieniu towarzyszyły gwizdy.
Następnie złożono szczątki pomordowanych w Panteonie. Uroczystości zostały zakończone apelem pamięci, salwą honorową i złożeniem kwiatów.

## Pochowani w Panteonie
Prace archeologiczno-ekshumacyjne w kwaterze „Ł” na cmentarzu Powązkowskim rozpoczęto latem 2012 roku. Do dnia odsłonięcia pomnika ekshumowano w tym miejscu 198 osób. We wrześniu 2012 roku IPN razem z Pomorskim Uniwersytetem Medycznym w Szczecinie utworzył Polską Bazę Genetyczną Ofiar Totalitaryzmów. Do dnia odsłonięcia pomnika udało się zidentyfikować 40 osób, których szczątki odnaleziono na Cmentarzu Wojskowym na Powązkach.
W dniu 22 września 2015 roku Rada Ochrony Pamięci Walk i Męczeństwa opublikowała komunikat, w którym m.in. napisano: zgodnie z wcześniejszymi ustaleniami, które zostały potwierdzone w dniu 16 września br. podczas naszego spotkania na „Łączce” z Rodzinami Wyklętych Niezłomnych (ofiar reżimu komunistycznego, wyekshumowanych na „Łączce” i zidentyfikowanych) i następnie tego samego dnia podczas Ich spotkania z Prezydentem RP Andrzejem Dudą – 27 września na Cmentarzu Wojskowym na Powązkach w Warszawie odbył się uroczysty pogrzeb 35 spośród 40 zidentyfikowanych osób.
Osoby pochowane w Panteonie w dniu odsłonięcia pomnika to:

- Stanisław Abramowski „Bury”
- Władysław Borowiec „Żbik”
- por. Henryk Borowy-Borowski „Trzmiel”
- Bolesław Budelewski „Pług”
- por. Edmund Bukowski „Edmund”
- mjr Jan Czeredys
- por. Julian Czerwiakowski „Jurek”
- Bolesław Częścik „Orlik”
- mjr Hieronim Dekutowski „Zapora”
- ppor. Adam Gajdek „Agata”
- por. Stefan Głowacki „Smuga”
- Marian Kaczmarek „Paweł”
- ppłk Stanisław Kasznica „Maszkowski”
- ppłk Aleksander Kita
- mjr Bolesław Kontrym „Żmudzin”
- por. Józef Kozłowski „Las”
- Zygfryd Kuliński „Albin”
- Stanisław Kutryb „Ryś”
- kpt. Stanisław Łukasik „Ryś”
- Józef Łukaszewicz „Kruk”
- ppłk Antoni Olechnowicz „Pohorecki”
- płk Marian Orlik
- Henryk Roman Pawłowski „Henryk Orłowski”
- por. Tadeusz Pelak „Junak”
- ppor. pil. Edward Pytko
- Karol Rakoczy „Bystry”
- Eugeniusz Smoliński „Kazimierz Staniszewski”
- kpr. pchor. Dionizy Sosnowski „Zbyszek”
- por. Zygmunt Szymanowski „Jezierza”
- mjr Ludwik Świder „Johann Puk”
- kpt. Aleksander Tomaszewski „Al”
- por. Edmund Tudruj „Mundek”
- por. Wacław Walicki „Tesaro”
- por. Arkadiusz Wasilewski „Biały”
- Ryszard Widelski „Irydion”

Kolejne ofiary będą chowane w Panteonie w miarę ich ekshumacji i identyfikacji.

## Kontrowersje

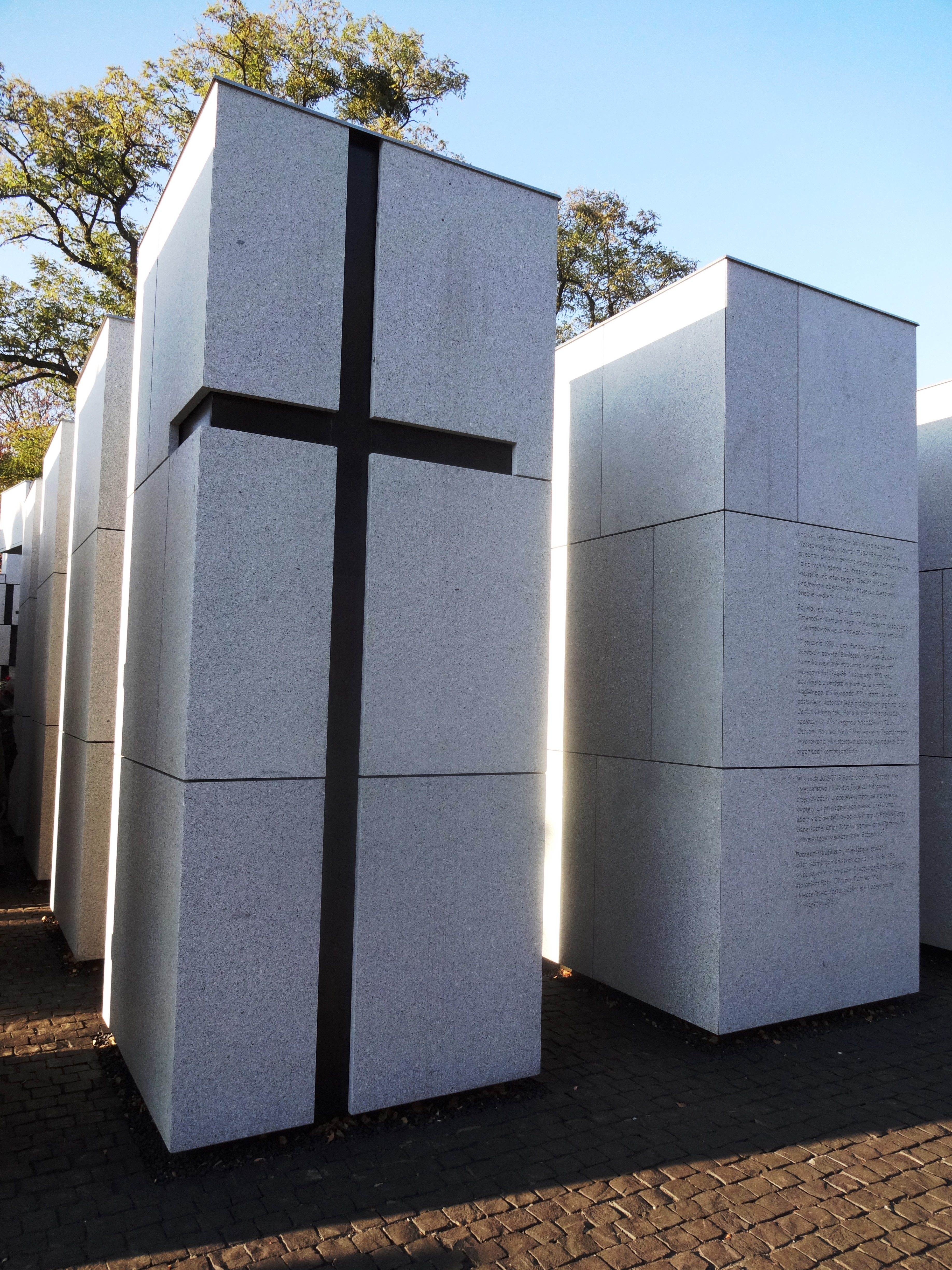
Filary Panteonu

Panteon był przedmiotem kilku kontrowersji:
- W procesie wyboru najlepszej pracy w ramach konkursu na pomnik wybrano w marcu 2015 roku zwycięski projekt, jednak zdobywcy pierwszego miejsca w konkursie zostali oskarżeni o plagiat. Projekt architektów Leszka Maksyma Czai, Izabeli Tomczak i Piotra Kuflewskiego z Warszawy zbyt przypominał koncepcję krematorium w Sztokholmie z 2009 roku, autorstwa duńskich architektów. Konkursu nie rozstrzygnięto, projekt został wycofany przez autorów, nagrodę unieważniono i wybrano drugi projekt, który zrealizowano.
- Według prezesa Fundacji „Łączka”, Tadeusza Płużańskiego, zrealizowany projekt również może być posądzony o plagiat ze względu na zbytnie podobieństwo do Pomnika Pomordowanych Żydów Europy w Berlinie. Zastrzeżenia do praw autorskich projektu zgłaszali też autorzy koncepcji Muzeum Żołnierzy Wyklętych w Ostrołęce[12].
- Tadeusz Płużański wskazał także, iż mauzoleum przypomina w swej formie przechowalnię bagażu, a tym samym nie spełnia tradycyjnej formy miejsca pochówku w grobach ziemnych; w związku z opisaną formą pochówków ściennych sporej redukcji miałoby ulec miejsce przy nich przeznaczone na przebywanie osób oddających hołd zmarłym oraz na umieszczenie kwiatów lub zniczy; ponadto Płużański zwrócił uwagę na niedostatek symboliki katolickiej oraz zwyczajowego w Polsce wyrażenia nagrobnego „świętej pamięci”, zbyt mały rozmiar krzyża umieszczonego na pełnej wysokości jednej z kolumn, nieuwzględnienie znaku Polski Walczącej[13][a].
- Rada Ochrony Pamięci Walk i Męczeństwa do dokumentacji przetargowej dołączyła dokument o nazwie „Lista ofiar na elewację Panteonu.doc”. Lista ta zawierała nazwiska 318 osób, na których wykonano wyrok śmierci w latach 1945–1955. Poza żołnierzami wyklętymi na liście tej znalazły się również nazwiska m.in. zbrodniarzy wojennych, konfidentów, oficerów UPA, a nawet seryjnego mordercy, Tadeusza Ołdaka. Wywołało to oburzenie środowisk zainteresowanych godnym uczczeniem pamięci pomordowanych żołnierzy wyklętych. ROPWiM w oświadczeniu z 10 lipca 2015 roku wyjaśniła, że: Zamieszczony w ogłoszeniu w celach czysto technicznych wykaz obejmuje ustalone nazwiska osób, które straciły życie w więzieniu przy ul. Rakowieckiej w Warszawie (...) Absolutnie nie znaczy to, że wszystkie te nazwiska (...) zostaną umieszczone na budowanym Panteonie-Mauzoleum. Weryfikacja listy osób straconych w więzieniu mokotowskim jest przeprowadzana przez specjalistów Instytutu Pamięci Narodowej[14].

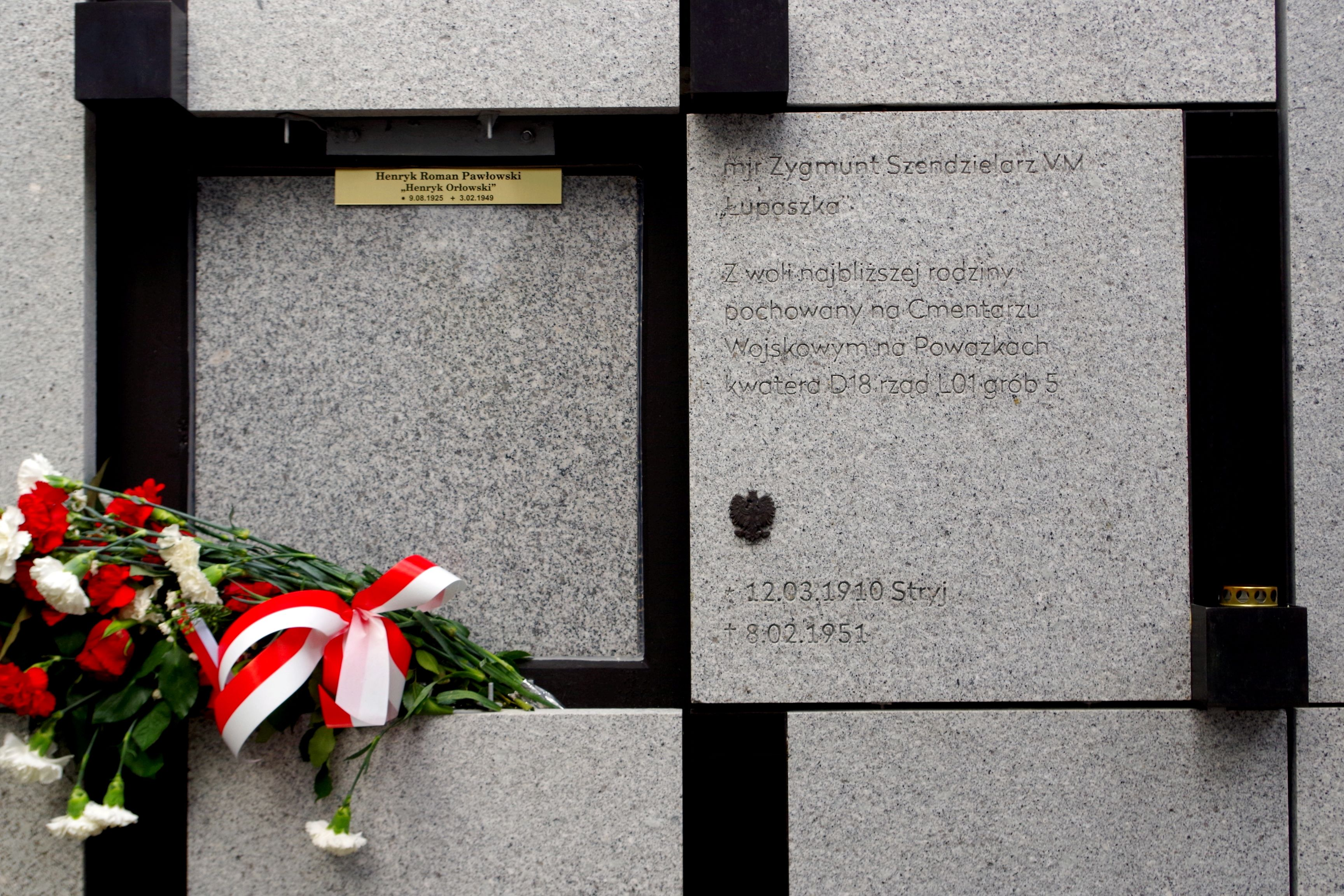
Symboliczny grób mjr. Zygmunta Szendzielarza ps. „Łupaszka” w Panteonie – Mauzoleum Wyklętych-Niezłomnych
na Cmentarzu Wojskowym na Powązkach w Warszawie

- Niektóre środowiska, związane z Fundacją „Łączka”, postulowały, aby z odsłonięciem pomnika poczekać, aż zostaną wyekshumowane i zidentyfikowane szczątki wszystkich pochowanych na Wojskowych Powązkach[15], uzasadniając to również faktem, że data odsłonięcia motywowana jest kalendarzem wyborczym. Jednak Zofia Pilecka-Optułowicz, córka rotmistrza Witolda Pileckiego, również zamordowanego przez władze komunistyczne, którego szczątków do chwili odsłonięcia pomnika nie zidentyfikowano, w liście otwartym do prezydenta Andrzeja Dudy z aprobatą odniosła się do idei odsłonięcia pomnika 27 września 2015 roku, po pierwszym etapie ekshumacji i identyfikacji[10]. Prezydent Duda również w czasie spotkania z rodzinami pomordowanych oraz w swoim liście z 27 września 2015 roku potwierdził wolę jak najszybszego odsłonięcia Panteonu[9].
- Rodziny niektórych zamordowanych i zidentyfikowanych ofiar podjęły decyzje o pochowaniu szczątków swych najbliższych poza Panteonem:
  - por. Roman Groński „Żbik” został pochowany 25 września 2015 roku na cmentarzu w Gryfowie Śląskim[16],
  - ppor. Jerzy Miatkowski „Zawada” zostanie pochowany na Cmentarzu Powązkowskim (Starym) w Warszawie (kwatera 208, rząd 3, miejsce 14),
  - Witold Mieszkowski, syn kmdr. Stanisława Mieszkowskiego, uznał, że pogrzeb jego ojca może się odbyć jedynie po odnalezieniu i wydobyciu wszystkich szczątków naszych Niepokornych, Niezłomnych, Wyklętych, zagrzebanych potajemnie na całym obszarze „Łączki”[17],
  - kmdr ppor. Zbigniew Przybyszewski został pochowany na Cmentarzu Komunalnym w Helu (sektor B 3),
  - mjr Zygmunt Szendzielarz „Łupaszka” został pochowany na Cmentarzu Wojskowym na Powązkach w grobie swojej córki Barbary (kwatera D 18, rząd L 01, grób 5)[11]. Miejsce pochówku Łupaszki wynika z testamentu jego córki zmarłej trzy lata wcześniej, która w swojej ostatniej woli napisała, że życzy sobie, by jej ojciec został pochowany w grobowcu rodzinnym[17].
- Kierujący pracami ekshumacyjnymi w Kwaterze Łączka dr Krzysztof Szwagrzyk nie znalazł się wśród głównych gości zaproszonych na uroczystości 27 września 2015[18].
  - Zbigniew Przybyszewski, Stanisław Mieszkowski i kontradmirał Jerzy Staniewicz pochowani zostali na Cmentarzu Marynarki Wojennej w Gdyni-Oksywiu w Kwaterze Pamięci.